# Reformierte Kirche (Celle)

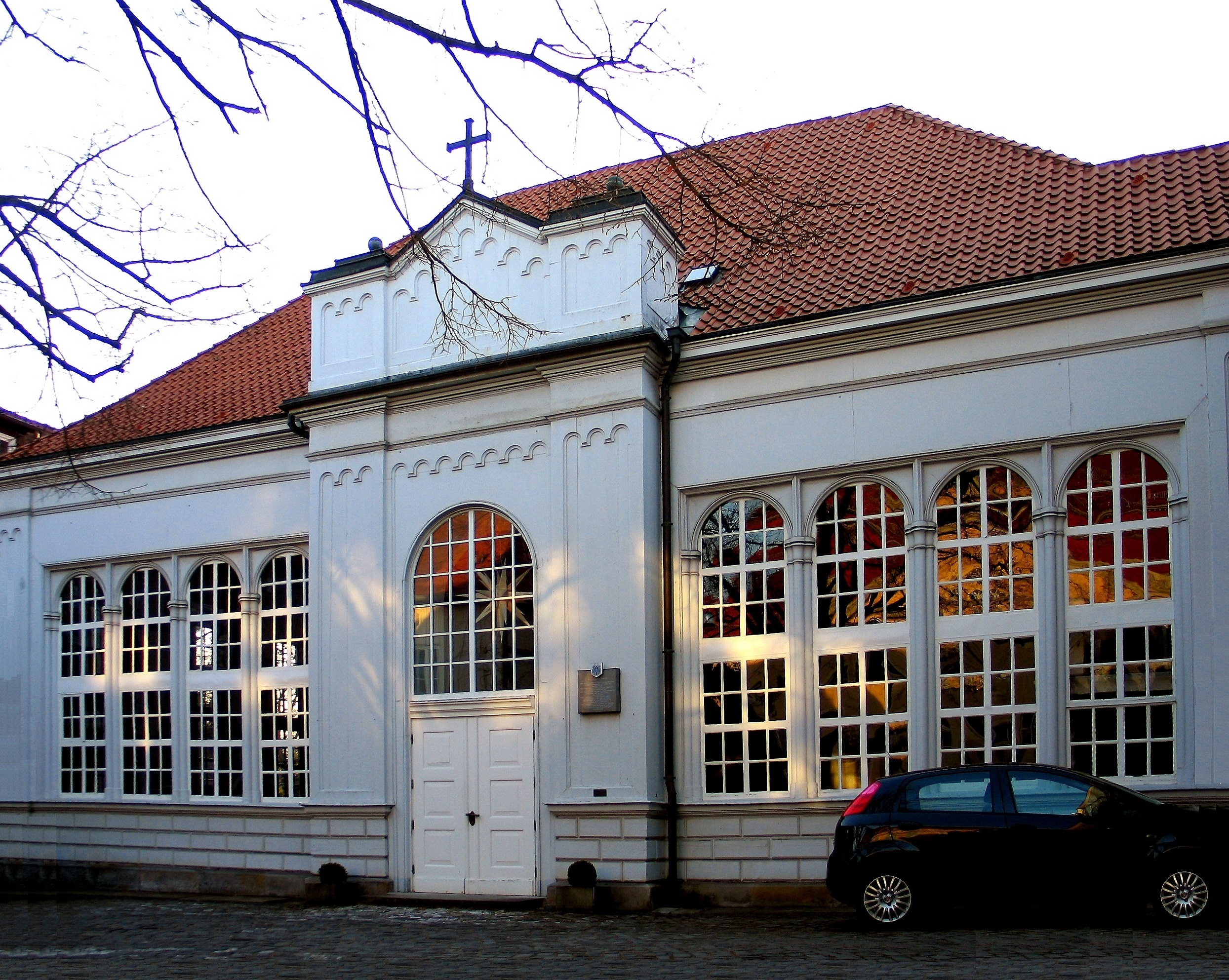
Celle, evangelisch-reformierte Kirche

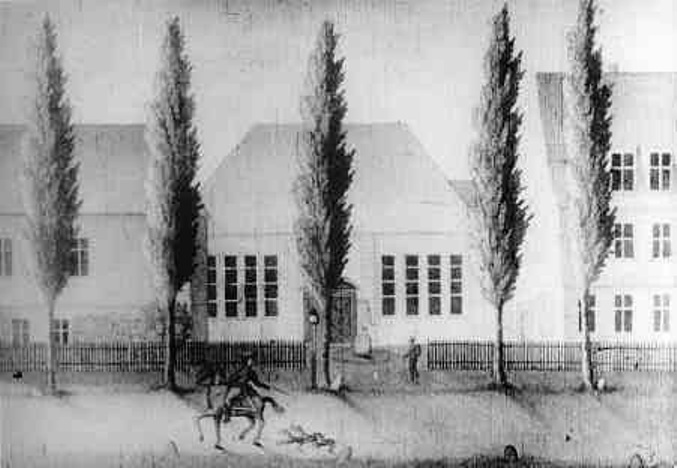
Zustand im frühen 18. Jahrhundert

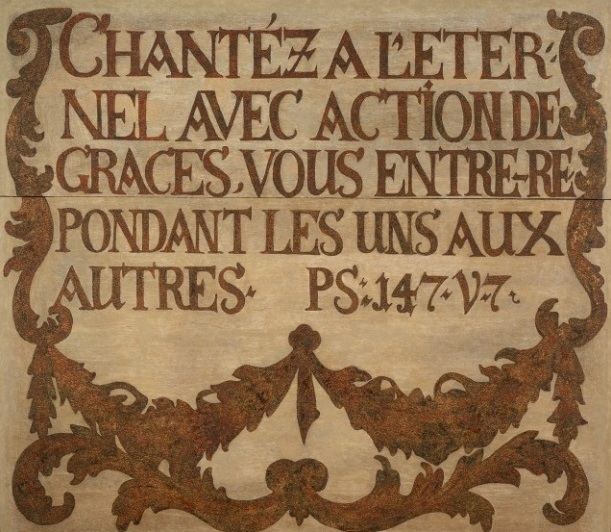
Holztafel (1999 wiedergefunden und restauriert) mit französischer Inschrift: in der Fassung des hugenottischen Bibelübersetzers David Martin (1639–1721)

Die reformierte Kirche, das Kirchengebäude der evangelisch-reformierten Gemeinde in Celle, Niedersachsen, gehört zur Evangelisch-reformierten Landeskirche. Sie wurde im Jahr 1700 für die Hugenottengemeinde der Residenzstadt errichtet und ist der einzige erhaltene hugenottische Kirchenbau in Nordwestdeutschland.

## Geschichte und Bauwerk
Nach dem Edikt von Fontainebleau, mit dem Ludwig XIV. 1685 jede Duldung des Protestantismus im Königreich Frankreich aufhob, setzte ein Flüchtlingsstrom calvinistischer Franzosen („Hugenotten“) ein. Mehrere deutsche protestantische Fürsten luden sie ausdrücklich in ihre Territorien ein und versprachen Privilegien. Bereits 1684 tat das als einer der ersten Georg Wilhelm von Braunschweig-Lüneburg, der im Schloss Celle residierte. Seine „morganatische“ Ehefrau Eleonore d’Olbreuse war selbst Hugenottin. So konstituierte sich bereits 1686 im seit der Reformation lutherischen Celle eine französisch-reformierte Gemeinde.
Um die Wende zum 18. Jahrhundert lebten etwa 300 Hugenotten in Celle, von denen allein 90 bei Hof Dienst taten. Für ihre Gottesdienste wurde ihnen ein Saal im Schloss eingeräumt. Die Mitnutzung einer lutherischen Kirche war wegen der damals heftigen Ablehnung durch die lutherische Orthodoxie, aber auch wegen der strengen calvinischen Auffassung des alttestamentlichen Bilderverbots nicht möglich. Als die politische Entwicklung in Frankreich jede Hoffnung auf Rückkehr in die Heimat zunichtemachte, bemühte sich die Celler Hugenottengemeinde um ein eigenes Kirchengebäude. Sie erhielt ein Grundstück südwestlich vor der Alt-Celler Stadtmauer in dem neuen Stadtteil, der überwiegend von und für Hugenotten entstanden war. Das Ensemble von Kirche, Pfarrhaus und Küsterhaus wurde von zahlreichen Spendern, auch Lutheranern und Katholiken, sowie vor allem von Eleonore d’Olbreuse finanziert. Es ist bis heute erhalten.
Der neue Celler temple – so nannten die französischen Reformierten ihr Kirchengebäude im Unterschied zur katholischen église – bot außen und innen kein „sakrales“ Erscheinungsbild. Das hatte nicht nur mit den geforderten Rücksichten in der lutherischen Stadt, sondern auch mit der calvinischen Glaubensüberzeugung zu tun. Die neue Kirche, ein Fachwerkbau, erhielt keinen Turm, keinen Chor, keinen Altar, keine Buntglasfenster und anfangs auch keine Orgel. In der rechteckigen Saalkirche befindet sich der Eingang in der Mitte der östlichen (stadtseitigen) Langseite, davor der Fürstenstuhl und gegenüber die alles beherrschende Kanzel als Ort der Verkündigung des Gottesworts. Zacharias Konrad von Uffenbach fasste seinen Eindruck so zusammen: „Sie ist nicht wie eine Kirche, sondern wie ein Wohnhaus, so aus einem grossen Saale bestehet; es ist auch darinn gar nichts zu sehen.“
Gegen die strenge calvinische Tradition, die jede Instrumentalmusik im Gottesdienst ablehnte und nur den unbegleiteten Gesang der Genfer Psalmen vorsah, wurden 1744 eine Empore und eine Orgel eingebaut. 1762 gab es einen Brand, der umfangreiche Erneuerungsarbeiten am Kircheninneren und an der Orgel notwendig machte.
Im Lauf des 18. Jahrhunderts nahm die Mitgliederzahl der französischen Gemeinde durch Assimilation kontinuierlich ab. Gleichzeitig entstand eine kleine deutsche reformierte Gemeinde in Celle, die die französische Kirche gegen Kostenbeteiligung mitnutzte. 1805 erfolgte schließlich die Vereinigung beider Gemeinden.
1847 erhielt die Kirche stadtseitig eine Außenverschalung mit aus Holz gefertigten Steinquaderimitationen und vorgesetzten Fensterverkleidungen im Rundbogenstil. Auf den neuen Giebel wurde ein Kreuz gesetzt. Eine erneute Umgestaltung des Inneren erfolgte 1961.

## Orgel
Im Jahr 1744 baute Christian Vater eine pedallose Orgel, die über acht Register auf einem Manual verfügte. Nach dem Kirchenbrand 1762 reparierte Johann Georg Stein das Instrument und erneuerte möglicherweise zwei Register. Eduard Meyer ersetzte das Instrument 1849 durch einen seitenspieligen Neubau mit 14 Registern auf zwei Manualen und Pedal, integrierte aber die meisten Register der Vater-Orgel. Das neue Gehäuse hat einen flachen Prospekt mit einem überhöhten mittleren Rundbogenfeld, das von durchbrochenem Rankenwerk bekrönt wird. Zwei gekuppelte Rundbogenfelder flankieren das Mittelfeld unter einem geraden Gesims. Vergoldetes Schleierwerk schließt die Pfeifenfelder nach oben ob. 1889 nahm der Organist Vieth einige Veränderungen vor. Die Firma P. Furtwängler & Hammer überholte das Instrument 1907 und ergänzte ein Register. Die zinnernen Prospektpfeifen mussten 1917 zu Kriegszwecken abgeliefert werden und wurden ein Jahr später durch Pfeifen aus Zink ersetzt. Die Orgelbauer Ahrend & Brunzema restaurierten das Werk 1965, führten es auf den Zustand von 1849 zurück und rekonstruierten drei Register. Eine Sanierung erfolgte 2006 durch Reinalt Johannes Klein, der die Windladen sanierte und die Intonation überarbeitete. Die Orgel ist weitgehend erhalten; fast ein Drittel des Registerbestandes geht auf das 18. Jahrhundert zurück. Die Disposition lautet wie folgt:
| I Manual CD–f3 |     |        |
| Bordun (ab c)  | 16′ | M      |
| Principal      | 8′  | A&B    |
| Traversflöte   | 8′  | M      |
| Oktave         | 4′  | V (S?) |
| Oktave         | 2′  | V      |
| Mixtur         |     | A&B    |

| II Manual CD–f3 |    |        |
| Gedackt         | 8′ | V      |
| Salicional      | 8′ | M      |
| Flöte           | 4′ | V (S?) |
| Waldflöte       | 2′ | A&B    |

| Pedal CD–c1 |     |   |
| Subbass     | 16′ | M |
| Octavbass   | 8′  | M |
| Octavbaß    | 4′  | M |
| Trompete    | 8′  | M |

- Koppeln: II/I

V = Christian Vater (1744)
S = Johann Georg Stein (1762)
M = Eduard Meyer (1849)
A&B = Ahrend & Brunzema (1965)